# Зоков Гај
Зоков Гај је насељено место у саставу општине Зденци у Вировитичко-подравској жупанији, Република Хрватска.

## Историја
До територијалне реорганизације у Хрватској налазио се у саставу старе општине Ораховица.

## Становништво
На попису становништва 2011. године, Зоков Гај је имао 133 становника.
Већинско становништво села су Словаци, који се изјашњавају као Хрвати. У селу делује и одељење Матице словачке.

## Попис1991.
На попису становништва 1991. године, насељено место Зоков Гај је имало 266 становника, следећег националног састава:
| Попис 1991.‍ | Попис 1991.‍ | Попис 1991.‍ | Попис 1991.‍ | Попис 1991.‍ |
| ----------- | ----------- | ----------- | ----------- | ----------- |
|             |             |             |             |             |
| Хрвати      | Хрвати      |             | 259         | 97,36%      |
| Срби        | Срби        |             | 3           | 1,12%       |
| непознато   | непознато   |             | 4           | 1,50%       |
| укупно: 266 |             |             |             |             |